# Quella fantastica pazza ferrovia
Quella fantastica pazza ferrovia (The Railway Children) è un film del 1970 diretto da Lionel Jeffries.